# Bertold Suhner (Unternehmer, 1910)

Bertold Suhner,
Foto: Herbert Maeder, 1970

Bertold Suhner (* 5. August 1910 in  Herisau; † 26. April 1988 ebenda; heimatberechtigt in Urnäsch) war ein Schweizer Unternehmer aus dem Kanton Appenzell Ausserrhoden und Firmengründer der Metrohm AG.

## Leben
Bertold Suhner war der Sohn des Bertold Suhner. Er ehelichte 1939 Mabel Rose Watts, Tochter des Wilfred Edward Watts. Er absolvierte ein Studium als Maschineningenieur an der ETH Zürich. Suhner baute die Abteilung für Hochfrequenzkabel im väterlichen Betrieb auf. 1943 gründete er dann seine eigene Firma die Metrohm AG in Herisau. Nach anfänglichen Überlebenskampf stieg sie zum zweitwichtigsten Unternehmen Appenzell Ausserrhodens auf. Sie wurde zu einem weltweit führenden Anbieter von elektronischen Messgeräten für die Chemie. Ende der 1960er Jahre zog sich Suhner aus der Firmenleitung zurück. Um einer Übernahme durch ausserkantonale Interessenten vorzubeugen, brachte er 1982 sein Aktienkapital in eine Stiftung für kulturelle Zwecke ein. Als Mäzen für Naturschutz und kulturelle Zwecke gründete er zwei weitere Stiftungen. Suhner promovierte 1984 an der Universität Basel mit einer Arbeit über Infrarot-Spektroskopie in der Mineralogie. Seine Mineraliensammlung vermachte er der Gemeinde Herisau.